# Gustenfelden

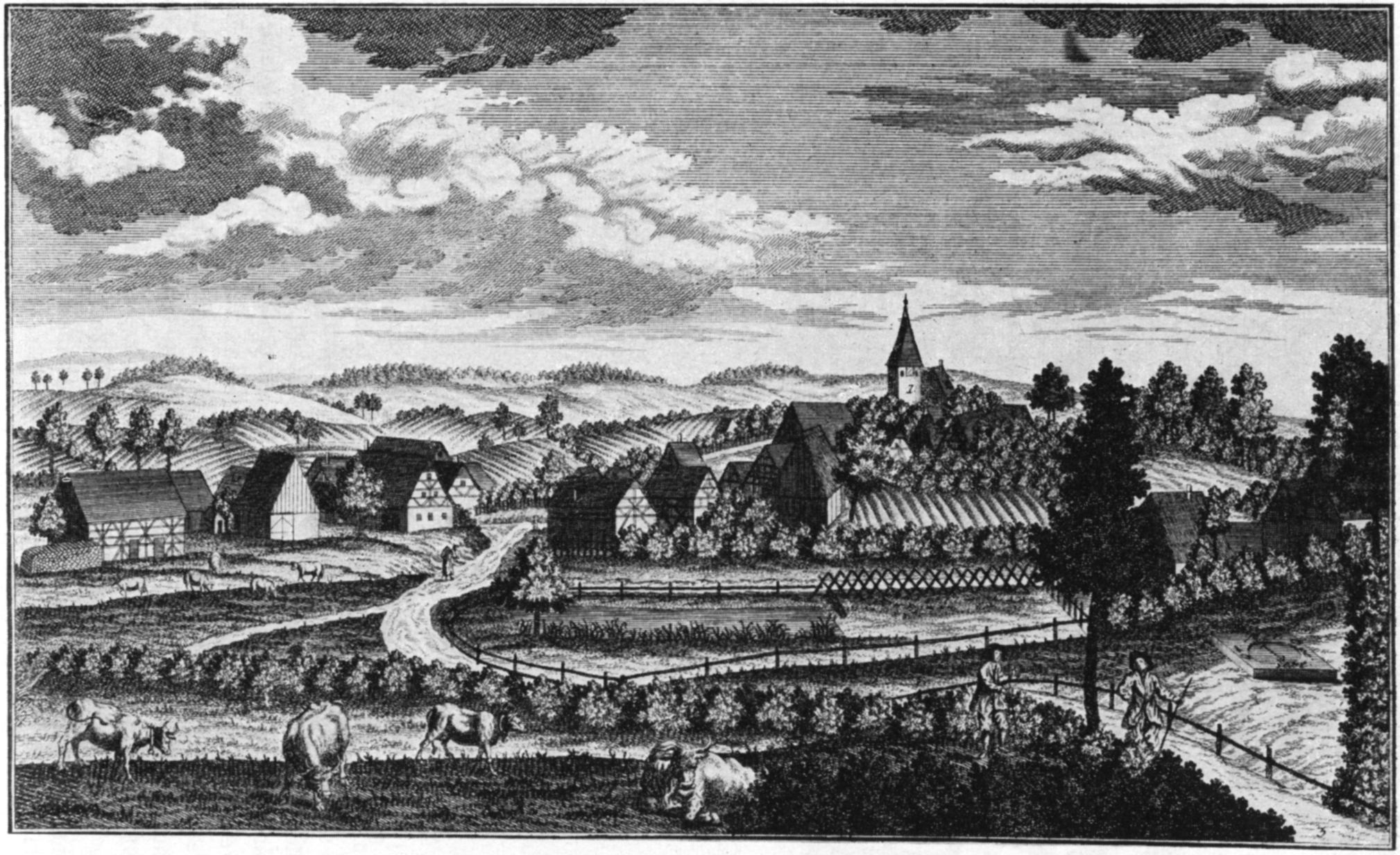
Gustenfelden, um 1750

Gustenfelden (fränkisch: Gusnfäldn) ist ein Gemeindeteil der Gemeinde Rohr im Landkreis Roth (Mittelfranken, Bayern). Die Gemarkung Gustenfelden hat eine Fläche von 9,742 km². Sie ist in 1300 Flurstücke aufgeteilt, die eine durchschnittliche Fläche von 7494,22 m² haben. In ihr liegen neben dem namensgebenden Ort die Gemeindeteile Kottensdorf und Wildenbergen.

## Geographie
Durch das Pfarrdorf fließt die Schwabach. Im Nordosten grenzt das Waldgebiet „Reut“ an, 1 km südwestlich liegt das „Kastenholz“, 0,75 km nördlich liegt die „Herbstwiesen“. Die Staatsstraße 2239 führt nach Kottensdorf (1,7 km westlich) bzw. nach Unterreichenbach (1,7 km östlich). Eine Gemeindeverbindungsstraße führt ebenfalls nach Kottensdorf (1,4 km westlich). Von dieser zweigt eine Gemeindeverbindungsstraße nach Wildenbergen ab (1,2 km nordwestlich). Eine weitere Gemeindeverbindungsstraße führt nach Oberreichenbach (1,1 km südlich).

## Geschichte
Der Ort lag verkehrsgünstig an einer Altstraße aus der Zeit der Karolinger, die von Zirndorf nach Spalt führte. 1295 wurde der Ort als „Justenfelde“ erstmals urkundlich erwähnt. Das Bestimmungswort des Ortsnamens ist Justin, der Personenname des Siedlungsgründers. Die Gründung erfolgte wahrscheinlich im 10. Jahrhundert. Ursprünglich unterstand der ganze Ort dem Amt Katzwang des Klosters Ebrach. Im Laufe der Zeit wurden die meisten Anwesen an andere Grundherren verkauft. 1557 unterstanden dem Amt Katzwang nur noch 2 Höfe, 1 Hofstatt und 1 Gut. 1623 gab es im Ort 19 Anwesen, wovon 11 der Reichsstadt Nürnberg unterstanden, 4 dem Klosteramt Frauenaurach, 3 dem Amt Katzwang und 1 dem Kastenamt Roth. 1732 gab es laut den Oberamtsbeschreibungen von Johann Georg Vetter im Ort bereits 25 Anwesen: 7 Anwesen unterstanden dem Klosteramt Frauenaurach, 8 Anwesen der Reichsstadt Nürnberg (Amt St. Klara und Pillenreuth: 5, Reiches Almosen: 3), 7 Anwesen Nürnberger Eigenherren (von Imhoff: 4, von Nützel: 2, von Pömer: 1) und 3 Anwesen dem Amt Katzwang.
Gegen Ende des 18. Jahrhunderts gab es in Gustenfelden 27 Anwesen. Das Hochgericht übte das brandenburg-ansbachische Oberamt Schwabach aus. Einen Gemeindeherrn hatte das Dorf nicht. Grundherren waren das brandenburg-bayreuthische Klosteramt Frauenaurach (1 Ganzhof, 1 Dreiviertelhof, 1 Halbhof, 1 Halbhof mit Zapfenwirtschaft, 3 Köblergüter) die Reichsstadt Nürnberg (Amt St. Klara und Pillenreuth: 2 Halbhöfe, 3 Köblergüter, 1 Mahlmühle; Landesalmosenamt: 2 Ganzhöfe, 1 Köblergut), die Nürnberger Eigenherren (von Holzschuher: 1 Ganzhof, 1 Halbhof; von Imhoff: 2 Ganzhöfe, 1 Halbhof, 2 Köblergüter; von Pömer: 1 Köblergut) und das Amt Katzwang des Klosters Ebrach (1 Ganzhof, 1 Dreiviertelhof, 1 Köblergut). Neben den Anwesen gab es noch kommunale Gebäude (Hirtenhaus, Schule) und kirchliche Gebäude (Pfarrkirche, Pfarrhaus).
Von 1797 bis 1808 unterstand der Ort dem Justiz- und Kammeramt Schwabach. 1806 kam Gustenfelden an das Königreich Bayern. Im Rahmen des Gemeindeedikts wurde es dem 1808 gebildeten Steuerdistrikt Regelsbach, II. Sektion zugeordnet. 1818 entstand die Ruralgemeinde Gustenfelden, zu der Kottensdorf und Wildenbergen gehörten. Sie war in Verwaltung und Gerichtsbarkeit dem Landgericht Schwabach zugeordnet und in der Finanzverwaltung dem Rentamt Schwabach (1919 in Finanzamt Schwabach umbenannt). Ab 1862 gehörte Gustenfelden zum Bezirksamt Schwabach (1939 in Landkreis Schwabach umbenannt). Die Gerichtsbarkeit blieb beim Landgericht Schwabach (1879 in Amtsgericht Schwabach umbenannt). Die Gemeinde hatte 1964 eine Gebietsfläche von 9,758 km².
Am 1. Mai 1978 wurde im Zuge der Gebietsreform in Bayern die Gemeinde Gustenfelden in die Gemeinde Rohr eingegliedert.

### Baudenkmäler
In Gustenfelden gibt es drei Baudenkmäler:
- Dorfstr. 13: Dazugehörige Fachwerkscheune
- Dorfstr. 21: Ehemaliges Gasthaus
- Dorfstr. 30: Evang.-luth. Pfarrkirche St. Bartholomäus

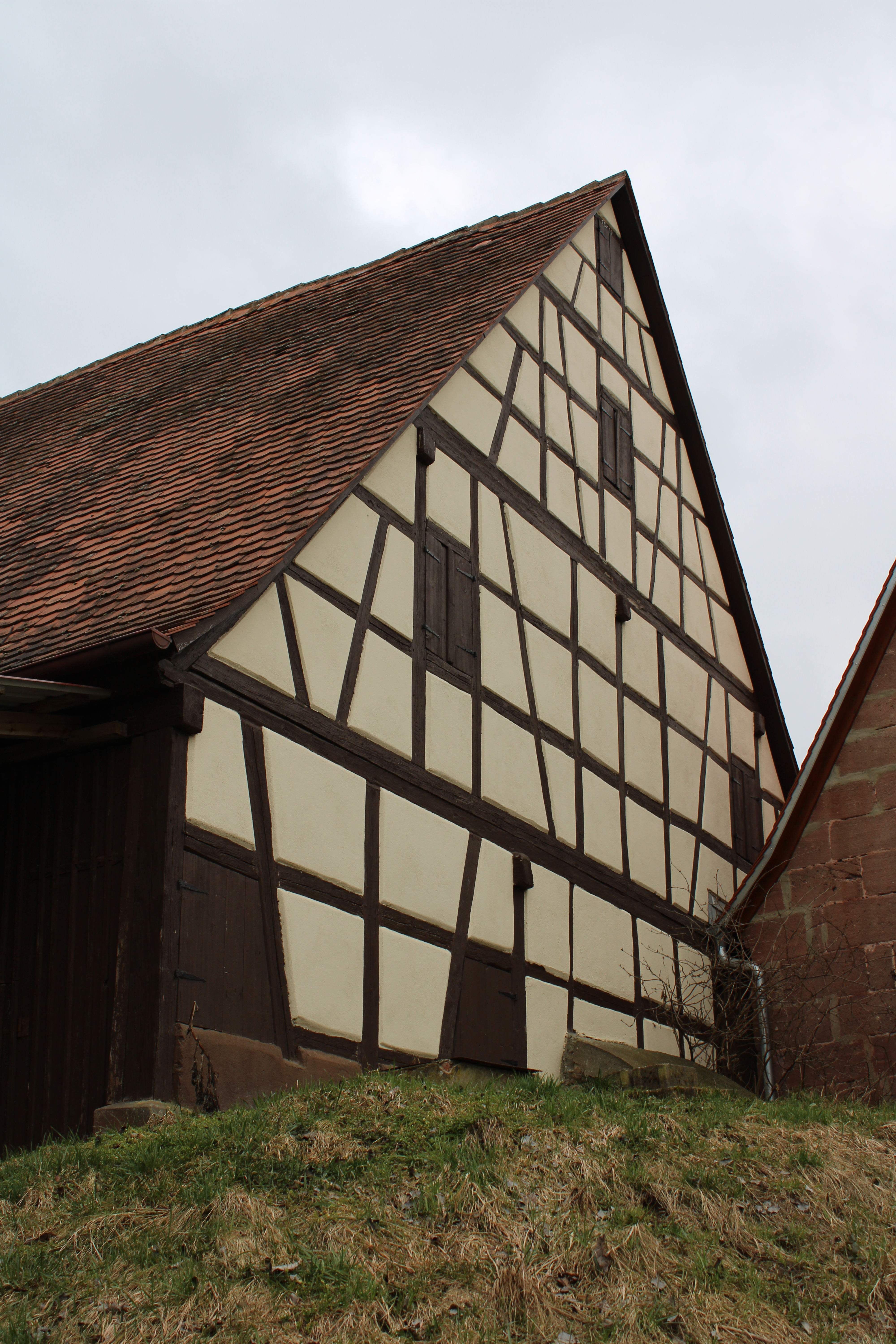
Fachwerkscheune
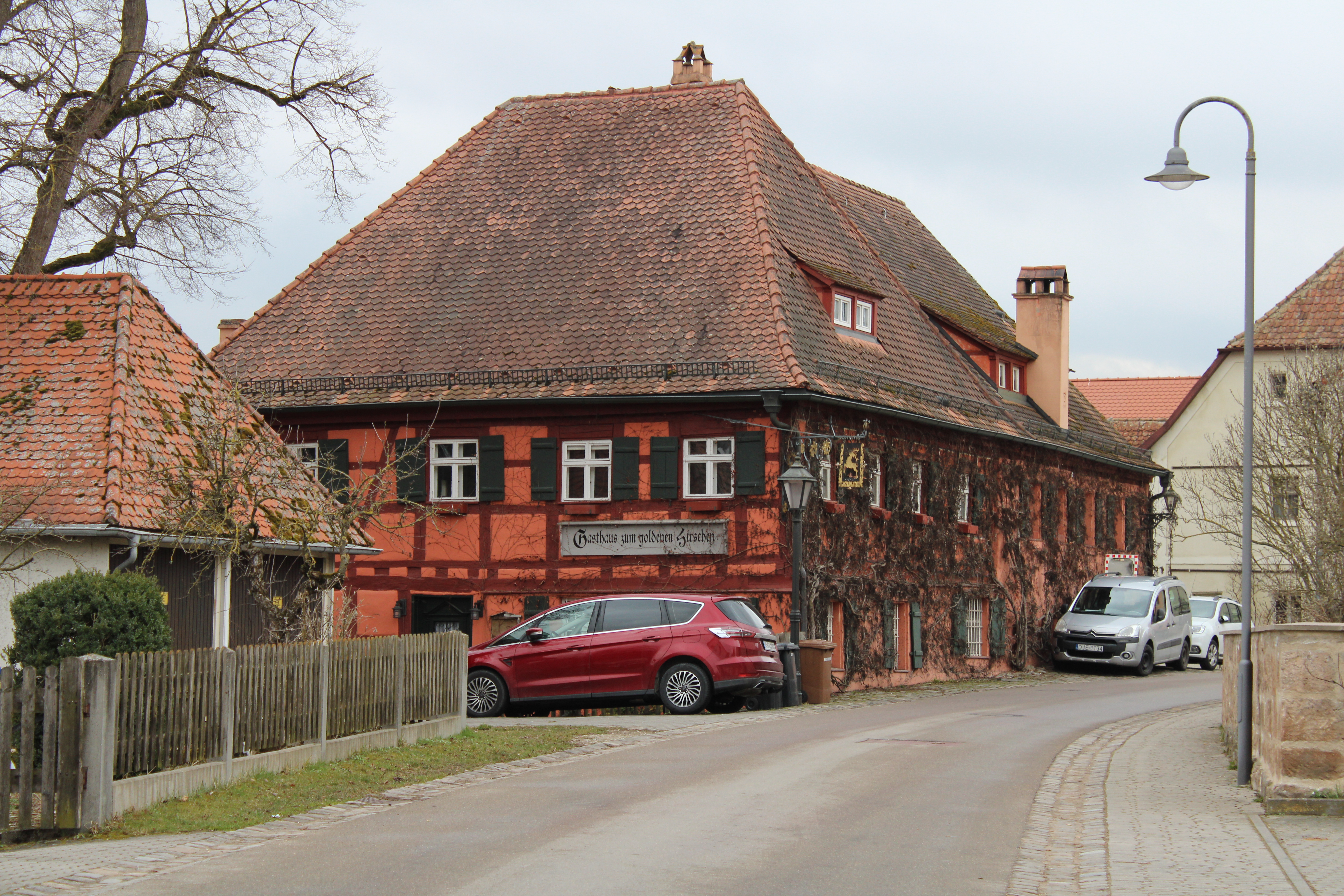
Ehemaliges Gasthaus
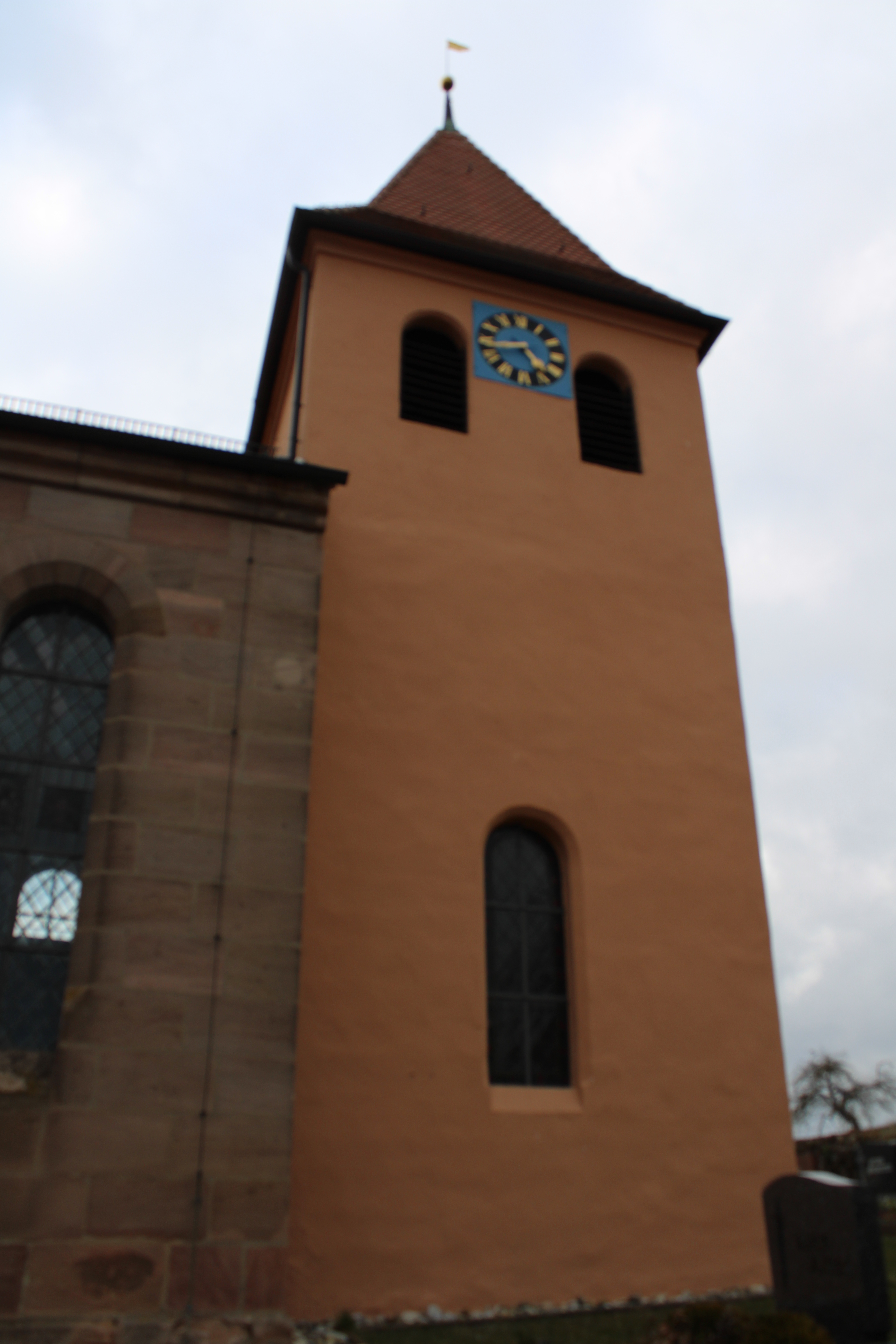
St. Bartholomäus

### Einwohnerentwicklung
Gemeinde Gustenfelden
| Jahr      | 1818   | 1840   | 1852   | 1855   | 1861   | 1867   | 1871   | 1875   | 1880   | 1885   | 1890   | 1895   | 1900   | 1905   | 1910   | 1919   | 1925   | 1933   | 1939   | 1946   | 1950   | 1952   | 1961   | 1970   |
| Einwohner | 411    | 538    | 571    | 567    | 572    | 587    | 579    | 552    | 528    | 533    | 499    | 498    | 469    | 476    | 478    | 452    | 481    | 468    | 422    | 677    | 630    | 598    | 523    | 562    |
| Häuser    | 75     | 86     |        |        |        |        | 99     |        |        | 98     | 99     |        | 98     |        |        |        | 89     |        |        |        | 88     |        | 100    |        |
| Quelle    | [ 19 ] | [ 20 ] | [ 21 ] | [ 21 ] | [ 22 ] | [ 23 ] | [ 24 ] | [ 25 ] | [ 26 ] | [ 27 ] | [ 28 ] | [ 21 ] | [ 29 ] | [ 21 ] | [ 30 ] | [ 21 ] | [ 31 ] | [ 21 ] | [ 21 ] | [ 21 ] | [ 32 ] | [ 21 ] | [ 14 ] | [ 33 ] |

Ort Gustenfelden
| Jahr      | 001818 | 001840 | 001861 | 001871 | 001885 | 001900 | 001925 | 001950 | 001961 | 001970 | 001987 |
| Einwohner | 197    | 254    | 263    | 270    | 258    | 215    | 213    | 284    | 252    | 287    | 330    |
| Häuser    | 37     | 45     |        |        | 45     | 44     | 41     | 38     | 48     |        | 75     |
| Quelle    | [ 19 ] | [ 20 ] | [ 22 ] | [ 24 ] | [ 27 ] | [ 29 ] | [ 31 ] | [ 32 ] | [ 14 ] | [ 33 ] | [ 34 ] |

## Religion
Im Jahre 1406 weihte Weihbischof Seyfried von Eichstätt einen Altar und gewährte der Kirche einen Ablassbrief. Die heutige Kirche St. Bartholomäus wurde 1487 errichtet. Die Kirchengemeinde ist seit der Reformation evangelisch-lutherisch. Das Patronatsrecht zur Einsetzung des Pfarrers hatte die Reichsstadt Nürnberg. Von 1527 bis 1528 bekleidete Sebastian Franck die Pfarrstelle. Im Kirchenkampf während des Nationalsozialismus wurde die Kirche von Gustenfelden zum Zentrum der Deutschen Christen aus Schwabach und Umgebung, was zur inneren Spaltung der Kirchengemeinde führte. Der zur Bekennenden Kirche zählende Teil der Gemeinde hielt seine Gottesdienste in der Filialkirche in Kottensdorf ab.
Die Katholiken sind nach St. Sebald (Schwabach) gepfarrt.